# 아델라이드 라비유기아르
아델라이드 라비유기아르(프랑스어: Adélaïde Labille-Guiard, 1749년 4월 11일 ~ 1803년 4월 24일)는 프랑스의 여성 초상화가이다.

## 생애
프랑스 파리에서 태어난 그녀는 Monsieur Labille의 딸로, 아버지인 Monsieur Labille은 'A La Toilette'이라는 신사용 양품 가게의 주인이었다. 이 가게는 neuve des Petits Chapms라는 이름의 길에 있었는데, 여기서 아델라이드는 그녀의 친구가 된 잔 베쿠(Jeanne Bécu, 훗날 루이 15세의 첩이 된 Madame du Barry)를 만나게 되었다. 그녀는 프랑수아엘리 뱅상과 그의 아들 프랑수아앙드레 뱅상과 함께 미니어처 초상화(miniature painting)와 유화를 배웠다. 그녀의 초기 작품들은 생 룩 아카데미(Académie de Saint-Luc)에 전시되어 있으며, 1776년 폐쇄되자, Salon de la Correspondance에 다시 전시되었다. 그녀는 루이니콜라 기아르(Louis-Nicolas Guiard)와 1769년에 결혼했다가 1779년에 이혼하게 된다. 그 이후 그녀는 그림을 가르치며 살게 되었다.

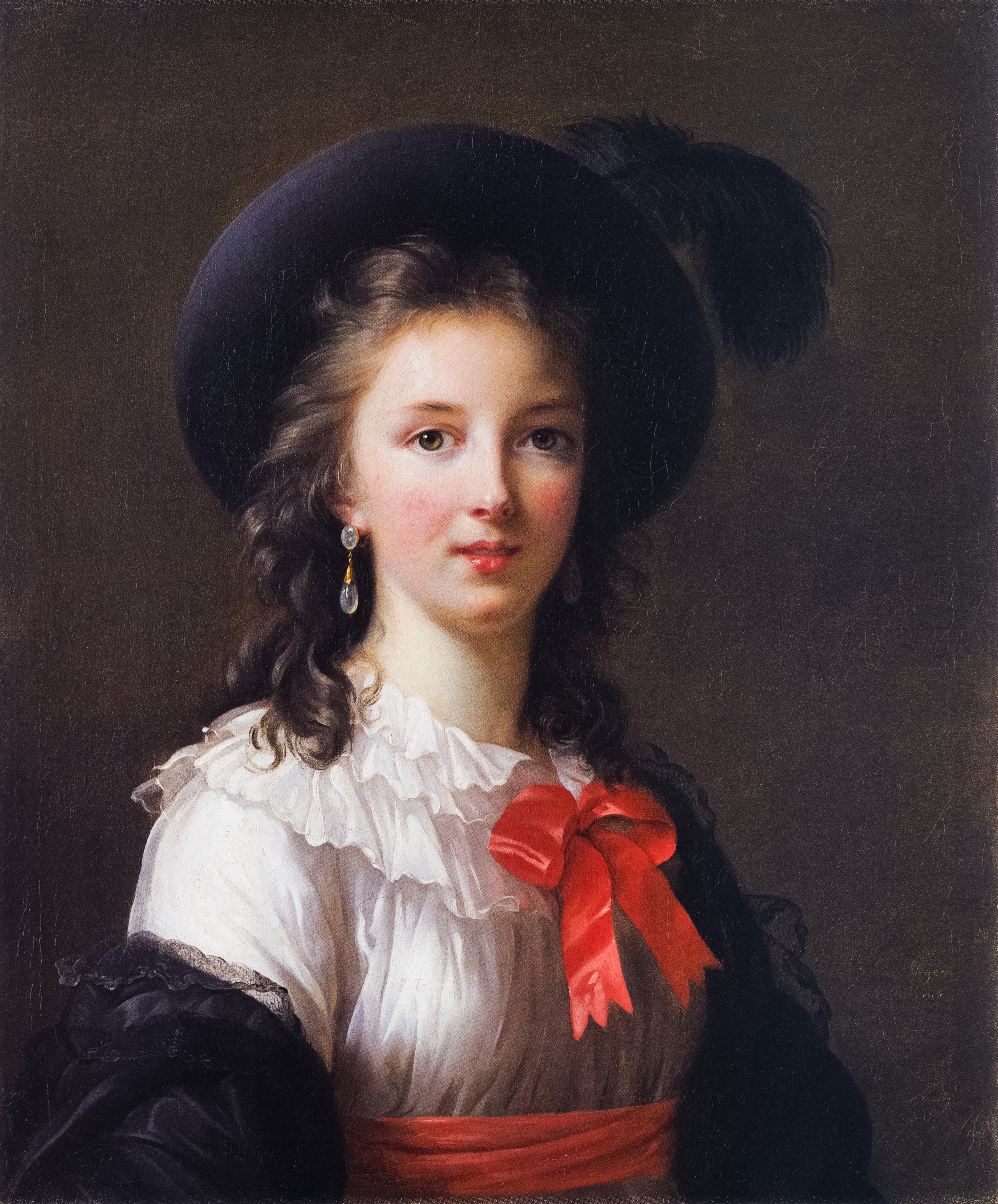
〈자화상〉, 엘리자베스 루이 비제 르 브룬, 1782년작, 킴벨 미술 박물관, Fort Worth, 텍사스

1783년 5월 31일, 아델라이드는 프랑스의 Académie Royale de Peinture et de Sculpture의 회원이 되었다. 그녀 외에도 3명의 여성이 같은 날 회원으로 받아들여졌는데, 그 중에는 엘리자베스 루이 비제 르 브룬도 있었다. 이 일은 전부 남성이었던 아카데미의 몇몇 회원들을 당혹시켰다. 이 일로 인하여 여성 화가의 작품에 대한 남성 회원들의 편견에 많은 영향이 미쳤다. 당시에는 여성은 미술을 배울 기회가 적었고, 인체화를 배울 때 가장 필요한 누드 드로잉이나 크로키(Croquis)시간에 여성이 참여하는 것을 금지하고 있었던 것이다. 또한 이때까지 여성 화가의 그림은 항상 옛 시대의 거장이나 아카데미의 모든 회원들의 작품에 일일이 비교되어 혹평을 받곤 했다. 그러나 여성 회원이 늘어나자 이 때부터는 여성 회원의 작품은 다른 여성 회원의 작품과 서로 비교하게 되었다.

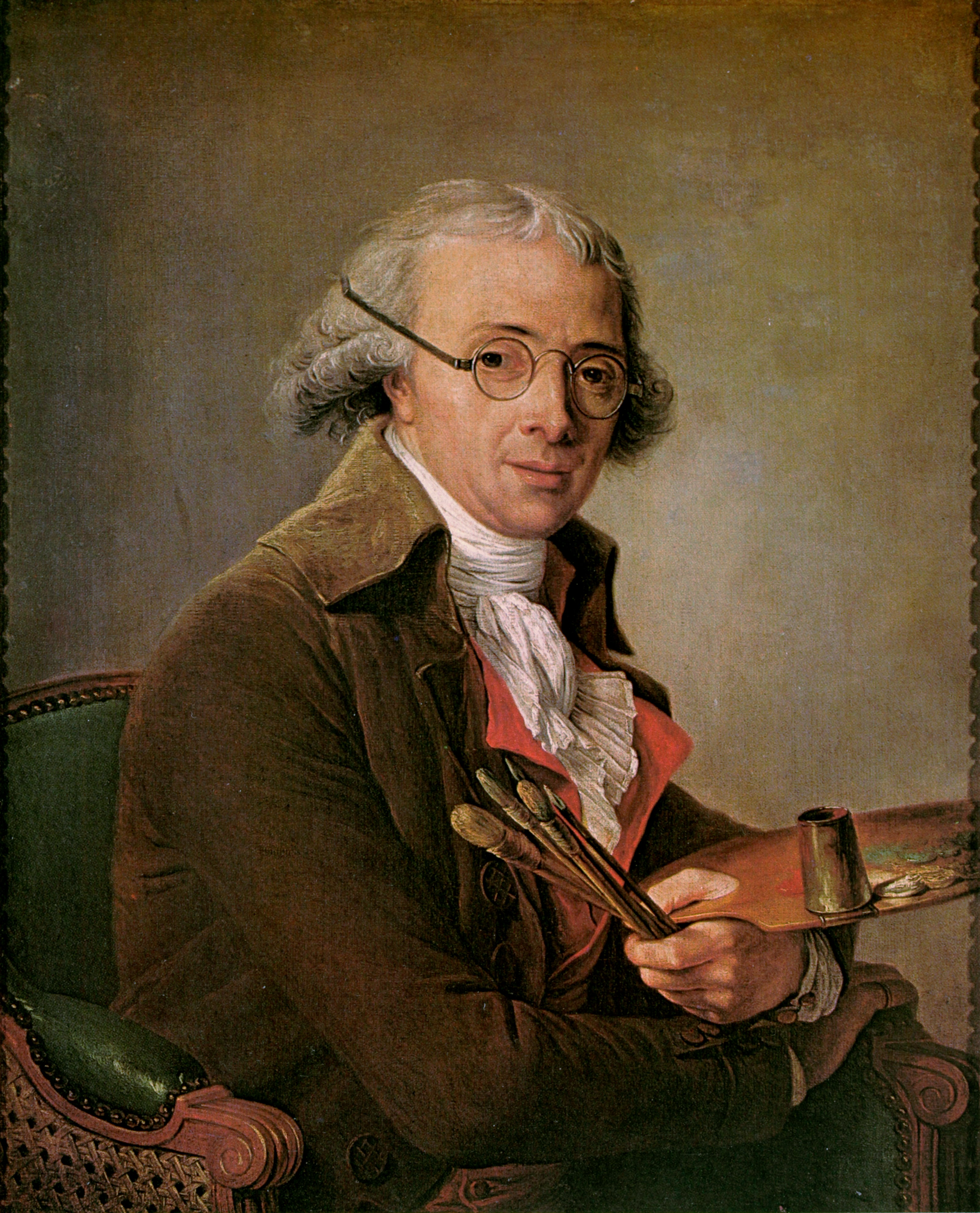
〈프랑수아앙드레 뱅상의 초상〉, 1795년작, 아델라이드 라비유기아르, 루브르 박물관. 그들은 1800년에 결혼했다.

아델라이드의 그림과 엘리자베스 루이 비제 르 브룬의 그림은 자주 서로 비교되곤 했는데, 대부분의 회원들이 비제 르 브룬의 그림에 좀 더 좋은 평가를 주었다. 아델라이드의 초기 걸작인 '두 제자와 자화상'(Self-portrait with two pupils)은 비제 르 브룬의 스타일에 많은 영향을 받은 작품으로, 1785년 파리 살롱에 전시되었다. 아델라이드의 작품들은 현재 비제 르 브룬의 작품과 동일하게 중요한 작품들로 평가되고 있다.
프랑스의 루이 16세의 고모, 마리 아델라이드 공주는 아델라이드 라비유기아르에게 정부 후원금으로 1000리브르를 주었으며 아델라이드는 그녀의 초상화와 함께 그녀의 여동생 빅토어-루이스(Victoire-Louise), 그리고 왕의 여동생이었던 엘리자베스(Élisabeth)의 초상화를 그렸다. 아델라이드 라비유기아르가 그린 공주의 초상화는 1787년 전시되었는데, 이 작품은 당시 그녀에게 있어 가장 야심찬 작품이었다. 1788년 그녀는 훗날 루이 18세가 된 왕의 남동생 프로방스 백작을 그리게 되었다. 그녀는 백작을 역사적인 장면을 그린 작품, Réception d'un chevalier de Saint-Lazare par Monsieur, Grand maître de l'ordre의 중앙에 그려 넣었다.
왕실과의 관계는 1789년에 일어난 프랑스 혁명 이후 아델라이드 라비유기아르를 정치적으로 의심하게 되는 계기가 되었다. 1793년 그녀는 그녀의 초기 왕실 초상화 작품들을 파기하라는 명령을 받는다. 그 중에는 아직 미완성이었던 예의 프로방스 백작을 그린 작품도 있었다.
그녀는 상당히 보수적인 성향이 있었으나, 1790년 초에 아카데미에게 여성들에게도 일반적인 입학이 허락될 수 있도록 캠페인을 벌였다. 1791년 살롱에서 그녀는 막시밀리앵 드 로베스피에르(Maximilien Robespierre)를 포함한 내셔널 아셈블리(National Assembly)의 멤버들의 초상화를 그렸다.
1793년 아델라이드와 별거중이었던 그녀의 첫 남편은 이혼하게 되었다. 1795년 그녀는 루브르에서 artist's lodging과 함께 2000 리브르의 보조금을 받았다. 아델라이드는 1800년대까지 살롱에 계속해서 초상화를 전시했다. 1799년 7월 8일 그녀는 그녀의 선생이었던 프랑수아앙드레 뱅상과 결혼한다. 이때부터 그녀는 자신의 그림에 "마담 뱅상"(Madame Vincent)으로 사인하기 시작했다. 그녀는 1803년 4월 24일에 세상을 떠났다.

## 작품이 있는 곳
The Getty Museum, 하버드 미술 박물관, 호놀룰루 아카데미, 킴벨 미술 박물관 (Fort Worth, 텍사스), 로스 엔젤레스 주립 미술 박물관, 루브르 박물관, 메트로폴리탄 미술 박물관, 내셔널 미술 박물관 (워싱턴 D.C.), 바르샤바 세계 미술 박물관, 세계의 여성 미술 박물관 (워싱턴 D.C.), 스피드 미술 박물관 (켄터키) 그리고 베르사이유의 궁전에서 아델라이드 라비유기아르의 작품을 찾아볼 수 있다.